# Campodea simulans
Campodea simulans är en urinsektsart som beskrevs av Camille Bareth och Otto Conde 1958. Campodea simulans ingår i släktet Campodea och familjen Campodeidae. Inga underarter finns listade.